# نايل سات 107
نايل سات 107 هو الاسم التجاري للقمر الصناعي الأوروبي Eutelsat 7 West A المملوك للشركة الفرنسية للأقمار الصناعية يوتلسات، وقد بدأ استخدام هذا الإسم من طرف الشركة المصرية للأقمار الصناعية نايل سات بعد إبرامها لاتفاقية تجارية مع المجموعة الأوروبية والتي بموجبها تم اطلاق القمر الصناعي E7A إلى الموقع 7 درجات غرباً حيث يوجد في الخدمة القمرين الصناعي المصري نايل سات 201 ونايل سات 108 (الاسم التجاري للقمر الصناعي Eutelsat 8 West B المملوك من طرف الشركة الفرنسية يوتلسات) الذي يقع في الموقع المداري 8° غرباً
يقوم هذا القمر الصناعي برفقة القمرين الصناعيين باستغلال الموقعين المداريين 7°/8° غرباً مدار النايل سات لبث موجات القنوات التلفزيونية والراديو والبيانات الرقمية لأكثر من 150 مليون فرد متواجد في الشرق الأوسطوشمال أفريقيا وجزء من جنوب أوروبا.
تخطط نايل سات لإطلاق نايل سات 301